# Highwire
"Highwire" er en sang fra the Rolling Stones, og den findes på deres 1991 live album Flashpoint.
Sangen er skrevet af Mick Jagger og Keith Richards,  ”Highwire” er et sjældent eksempel på The Stones, der tager sig af et politisk emne – i dette tilfælde, eftervirkningerne af Golfkrigen. Om sangen sagde Jagger på tidspunktet for dens udgivelse:” Det er ikke om krigen, men om hvordan den startede .”
Richards forsætter med at sige: ”Det er ikke omkring krigen. Det er om hvordan du opbygger en usikker diktator. Du kan ikke bygge dem op, for så skal du slå dem ned.”
Sangen dekonstruerer opbygningen til krigen, og kritiserer politikerne bag den:
| Citat | We sell 'em missiles, We sell 'em tanks; We give 'em credit, You can call the bank; It's just a business, You can pay us in crude; You love these toys, just go play out your feuds; Got no pride, don't know whose boots to lick; We act so greedy, makes me sick sick sick | Citat |
|       | |       |

| Citat | We walk the highwire; Sending the men up to the front line; Hoping they don't catch the hell fire; With hot guns and cold, cold nights | Citat |
|       | |       |

”Highwire” blev udgivet som Flashpoints første single den 1. marts, 1991. Den blev nummer 29. på den engelske Charts, og nummer 57. i den amerikanske. En medfølgende musikvideo, instrueret af Julien Temple, blev udgivet. I høj grad en glemt sang, da ”Highwire” aldrig er blevet sunget live af bandet.